# Victor Dourlen
Victor Charles Paul Dourlen (* 3. November 1780 in Dünkirchen; † 8. Januar 1864 in Paris) war ein französischer Komponist.
Victor Dourlen war Schüler von François Joseph Gossec und  François-Adrien Boieldieu, er unterrichtete von 1800 bis 1842 am Pariser Konservatorium in den Fächern Harmonielehre und Kontrapunkt, seit 1816 auf einer Professur; zu seinen prominenten Schülern zählen die Pianisten bzw. Komponisten Charles Valentin Alkan, Henri Herz und Antoine François Marmontel.
Er komponierte mehrere komische Opern, ein Klavierkonzert, Klavier-, Flöten- und Violinsonaten und Kantaten. Bekannt wurde sein programmmusikalisches Orchesterstück Die Schlacht bei Marengo.

## Werke
- Philoclès, 1806
- Linnée ou Les Mines de Suède, 1808
- La Dupe de son art ou Les Deux Amants, 1809
- Cagliostro ou La Séduction, 1810
- Plus heureux que sage, 1816
- Le Frère Philippe, 1816
- Le Mariage en poste, 1818
- À deux de jeu, 1818
- Marini ou Le Muet de Venise, 1819
- La Vente après décès, 1821
- Le Petit souper, 1822